# Grecizam
Grecizmi su posuđenice i usvojenice u hrvatskom jeziku koje potječu iz grčkog jezika dolaze uglavnom preko utjecaja latinskog, a kasnije kroz posuđenice iz znanosti. Postojao je i utjecaj Bizanta na hrvatski jezik (na primjer livada od λιβάδι - livadi). Veliki dio tehničkog i znanstvenog leksikona engleskog i drugih zapadnih europskih jezika se sastoji od grčkih i latinskih riječi, ipak nisu svi zapadnoeuropski jezici podjednako prihvatili klasične tehničke riječi i izraze. Njemački je na primjer pokušao stvoriti svoj tehnički vokabular iz domaćih elemenata, Wasserstoff vodik (Wasser - voda + Stoff - stvar, materija) prema grčkom hydrogenes ('υδωρ hydōr - voda + γενης genēs - rođen, koji stvara) dok se u službenom njemačkom dalje može govoriti o Fernsprecher (fern - daleko, udaljeno + Sprecher - govornik), javni telefoni su označeni s međunarodno priznatim telefon (τηλε tēle - daleko + φωνη fōnē - zvuk). Grecizmi se zajedno s latinizmima nazivaju europeizmi ili internacionalizmi, jer su ti leksemi rašireni u brojnim jezicima.

## Poveznice
- Dodatak:Grecizmi
- Posuđenice
- Latinizam
- Grčki prefiksi
- Latinski prefiksi
- Grčki jezik
- Starogrčki jezik